# Cryphia parva
Cryphia parva là một loài bướm đêm trong họ Noctuidae.